# Bill Hapac
William John Hapac, detto Bill (Chicago, 26 gennaio 1918 – Chicago, 9 marzo 1967), è stato un cestista e allenatore di pallacanestro statunitense, professionista nella NBL.

## Carriera
Dopo una carriera di successo nella NCAA con Illinois, dove fu All-American nel 1940, disputò la stagione 1940-41 nella NBL con in Chicago Bruins, venendo inserito nell'All-NBL Second Team.
Dopo una forzata interruzione dovuta alla Seconda guerra mondiale, disputò altre tre stagioni nella NBL. Si ritirò nel 1948.

## Palmarès
- Consensus NCAA All-American (1940)
- All-NBL Second Team (1941)